# Josep Vicent Lledó i Samper
Josep Vicent Lledó (Alacant, 14 de desembre de 1972) és un futbolista i entrenador valencià, que ocupava la posició de defensa. La trajectòria de Lledó ha estat estretament vinculada a la de l'Hèrcules CF, tot sent un dels jugadors més representatius del club en la dècada dels 90 i la següent. Després de jugar al filial i ser cedit un any al Mutxamel. La temporada 93/94 debuta amb el primer equip, en Segona Divisió. A la categoria d'argent va sumar 151 partits amb l'Hèrcules, així com altres 33 a Primera, l'any en què els alacantins jugaren a la màxima categoria (96/97). Lledó va deixar l'esquadra herculana la temporada 99/00 per jugar una campanya amb el Recreativo de Huelva. Retornaria a l'any següent, amb el club llavors a Segona B.